# Áosa
Áosa, en grec moderne : Άοσα ou Náousa (Νάουσα), est un village sur l'île de Kýthnos, dans les Cyclades, en Grèce.
Selon le recensement de 2011, la population du village compte quatre habitants.